# Revoluția Trandafirilor
Revoluția Trandafirilor (în georgiană ვარდების რევოლუცია) a fost o schimbare a puterii politice în Georgia în noiembrie 2003, care a avut loc după proteste în masă ca urmare a alegerilor parlamentare contestate. Ulterior, președintele Eduard Șevardnadze a fost forțat să demisioneze la data de 23 noiembrie 2003.

## Context
Influența președintelui Eduard Șevardnadze, care deținea funcția din 26 noiembrie 1995, a început să scadă odată cu slăbirea formațiunii loiale lui, partidul de guvernământ, Uniunea Cetățenilor din Georgia (UCG). Odată cu anul 2000, acuzele de corupție îndreptate spre aparatul de stat au dus la plecarea din partid, inițial, a oamenilor de afaceri, care, în același an, au format Partidul „Drepturi Noi”. La scurt timp, alți politicieni s-au alăturat noului partid sau au înființat alte formațiuni politice. Însuși Eduard Șevardnadze a demisionat din fruntea UCG, în septembrie 2001. În aceeași lună, Miheil Saakașvili, ministru al Justiției, a părăsit UCG pentru a forma, o lună mai târziu, Mișcarea Națională Unită.
Drept urmare, Uniunea loială președintelui Eduard Șevardnadze suferă un eșec usturător la alegerile locale din 2002, determinându-l pe acesta să încerce o revigorare a formațiunii. În ciuda relansării UCG, cota popularității șefului statului ajunsese la doar cca. 5% din preferințele electoratului.
În paralel, încrederea georgienilor în UCG și în președintele Georgiei a fost erodată de postul privat de televiziune Rustavi 2, care a difuzat constant materiale critice la adresa conducerii de la Tbilisi. Printre altele, Rustavi 2 a promovat documentarul „Bringing Down a Dictator” (Doborând un dictator), al lui Steve York, despre răsturnarea pașnică de la putere a fostului lider sârb Slobodan Milosevici.

## Alegerile parlamentare din 2 noiembrie 2003
La 2 noiembrie 2003, au avut loc noile alegeri legislative. Conform Comisiei Electorale Georgiene, scrutinul ar fi fost câștigat de o coaliție susținătoare a președintelui în funcție, numită „Pentru o Nouă Georgie”, cu 21,3%. Mișcarea Națională Unită, formațiunea liderului opoziției Miheil Saakașvili, s-ar fi clasat de abia pe a treia poziție, cu 18,1% din preferințele electoratului.
Scrutinul a fost însă descris de către cei peste 450 de observatori din 43 de țări din partea Organizației pentru Securitate și Cooperare în Europa (OSCE) ca nereușind să îndeplinească standardele democratice internaționale, fiind în esență, lipsit de credibilitate. Saakașvili a proclamat victoria formațiunii sale, pretențiile sale fiind susținute de exit-poll-urile companiei americane Global Strategy. Printre neregulile semnalate, a fost aceea că numele lui Miheil Saakașvili nici nu s-a regăsit pe listele de votanți.

## Începutul protestelor
Mișcarea Națională Unită, alături de Partidul „Drepturi Noi” și alți membri ai Opoziției au îndemnat populația să protesteze pașnic împotriva guvernului fidel lui Șevardnadze și să practice nesupunerea civică, fără acte de violență. Scopul urmărit era demisia președintelui, în paralel cu organizarea de noi alegeri. La jumătatea lunii noiembrie 2003, au început să aibă loc demonstrații anti-guvernamentale masive pe străzile din Tbilisi, manifestările răspândindu-se rapid în aproape toate orașele importante ale Georgiei. Liderii din stradă ai revoluției au fost organizația de tineret „Kmara” (Destul!) și câteva organizații neguvernamentale, printre care Liberty Institute.
Revolta a atins apogeul la 22 noiembrie, când președintele în funcție a intenționat să deschidă noua sesiune a parlamentului. Lideri ai partidelor de opoziție, printre care și Saakașvili, au întrerupt discursul lui Șevardnadze, făcându-și apariția cu trandafiri în mâini, de unde și denumirea de „Revoluție a Trandafirilor”. Acesta s-a retras, flancat de garda sa de corp, ulterior declarând stare de urgență și intenționând să mobilizeze gărzi militare în jurul reședinței sale. Armata a refuzat să susțină noul guvern. Lipsit de alternative, la 23 noiembrie 2003, Șevardnadze s-a întâlnit cu liderii opoziției, la sfârșitul discuțiilor el anunțându-și demisia. Anunțul a creat o stare de euforie în Tbilisi, peste 10.000 de oameni ieșind pe străzi pentru a sărbători.

## Consecințe
La scurt timp, Curtea Supremă a Georgiei a invalidat rezultatele scrutinului din 2 noiembrie. La 4 ianuarie 2004 au fost organizate alegeri prezidențiale, câștigate cu peste 96% din voturi de Miheil Saakașvili, care la învestirea sa în funcție, la 25 ianuarie, avea să devină cel mai tânăr șef de stat din Europa. La 28 martie 2004, alegerile parlamentare au fost câștigate, cu o largă majoritate, de partidele susținătoare ale noului președinte.

## Legături externe
- Revoluție în Caucaz Arhivat în 26 august 2014, la Wayback Machine. Revista22
- Aniversarea Revolutiei Trandafirilor in Georgia, umbrita de conflictul cu Rusia Ziare
- Dezvăluiri despre Revolutia georgiană a trandafirilor. Sevardnadze, regizor? Arhivat în 26 august 2014, la Wayback Machine. România liberă
- GEORGIA - REVOLUȚIA TRANDAFIRULUI 9am
- „Revoluția trandafirilor” și-a pierdut petalele Europa liberă

## Vezi și
- Euromaidan